# Parliamentary Under-Secretary of State
Ein Parliamentary Under-Secretary of State ist die unterste der drei Ebenen (Minister of State, Secretary of State und Parliamentary Under-Secretary) der Regierung des Vereinigten Königreiches. In den Ministerien, die nicht von einem Secretary of State geleitet werden, werden sie meist einfach nur Parliamentary Secretary genannt.
Der Ministerial and Other Salaries Act 1975 sieht vor, dass es nicht mehr als 83 bezahlte Minister geben soll. Hierbei werden der Lordkanzler, bis zu drei Law Officers und 22 Whips nicht mitgezählt.
Die Anzahl der unbezahlten Parliamentary Secretaries wird durch den House of Commons Disqualification Act 1975  begrenzt. Er sagt aus, dass nicht mehr als 95 bezahlte und unbezahlte Minister einen Sitz im House of Commons haben dürfen. Für Minister, die Mitglieder des House of Lords sind, besteht keine Begrenzung.
Die Position sollte nicht mit einem Permanent Secretary, der auch als Permanent Under-Secretary of State bezeichnet wird, verwechselt werden, der der höchste zivile Beamte einer Abteilung der Regierung ist. Ebenso ist er von einem Parliamentary Private Secretary zu unterscheiden. Dieser ist ein Abgeordneter, der einem Minister ohne Bezahlung zuarbeitet.
Andrew Cavendish, 11. Duke of Devonshire meinte über seine Aufgaben als Under Secretary of State in den Kabinetten Macmillan I und II (1957–1963): "Niemand, der nicht Parliamentary Under Secretary of State war, hat eine Vorstellung davon, wie unwichtig ein Parliamentary Under Secretary of State ist."